# Ветряные горы
Ветряны́е го́ры (укр. Вітряні́ го́ри) — историческая местность, на сегодняшний день является одним из северо-западных районов Киева. Административно относится к Подольскому району города Киева.

## История
Район Ветряные горы в XIX веке относился к пригородам Киева. Именно здесь были построены знаменитые теплицы и питомники плодовых деревьев Вильгельма Кристера, талантливого садовода и ученого. Его именем назван парк «Кристерова горка». На данный момент территория парка недоступна, поскольку находится на территории жилого комплекса «Парковый город». В 2007 году теплицы были почти полностью снесены из-за строительства жилого комплекса, однако, остовы теплиц можно наблюдать на западном склоне холма, выходящего на Галицкую улицу.
Массив застроен в основном пятиэтажными жилыми домами в 1961—1965 годах. На массиве проложена улица Ветряные горы, интересной особенностью застройки которой является то, что с одной её стороны находятся старые двух- и трёхэтажные дома, а с другой — современные новостройки. До середины 1980-х годов на Ветряных горах также существовала Ветряная улица. Население составляет около 15 тысяч человек, а площадь — 17 гектаров.
В начале 2018 года, застройщик «Паркового города», компания «DIM» Андрея Насиковского, уничтожил свыше трехсот деревьев на территории парка «Кристерова Горка». К счастью, не был уничтожен 500-летний дуб Кристера, находящийся на улице Осиповского и объявленный ботаническим памятником природы местного значения согласно решению Киевского горсовета № 1628 от 14 октября 1997 года.

## Основные улицы
- Улица Осиповского
- Улица Светлицкого,
- Краснопольская улица
- Межевая улица
- Галицкая улица
- Улица Ветряные Горы

## Самоорганизация населения (ОСББ)
- ОБ’ЄДНАННЯ СПІВВЛАСНИКІВ БАГАТОКВАРТИРНОГО БУДИНКУ «ВІТРЯНІ ГОРИ»